# Итунин, Константин Львович
Константи́н Льво́вич Иту́нин (род. 24 сентября 1988, Свердловск) — российский актёр театра и кино.

## Биография
Родился в Свердловске (ныне — Екатеринбург). Учась в младших классах школы, посещал спортивную, а также театральную студию, где первым педагогом была Н. С. Чхетиани.
По окончании школы в 2004 году поступил на актёрский факультет Екатеринбургского государственного театрального института, в мастерскую С. В. Фёдорова и Г. Н. Умпелевой, год окончания — 2008. Специализация — «Артист драматического театра и кино» (дипломный спектакль по пьесе К. Драгунской «Рыжая пьеса», режиссёр Нонна Чхетиани, роль Егора). Параллельно, с 2006 года работал в «Коляда-театре», поначалу монтировщиком. Первую роль исполнил в том же году в новой постановке Николая Коляды по одноимённой пьесе «Букет».
Гастролировал с труппой театра как по стране, так и за рубежом: Passages в Нанси (2009), на Шекспировских фестивалях в Гданьске (2011), Бухаресте (2012), Дьюле (2018). Во время французского тура 2010-го года играл на сцене Театра «Одеон» в Париже.
С 2011 года участвует в постановках Центр современной драматургии, сотрудничает с Камерным театром, Театральной платформой екатеринбургского «Ельцин-центра», ездит с ними на гастроли и фестивальные показы. Снимается в кино, принимает участие во встречах со зрителем, читках.
Играет на бас-гитаре в уральской группе «Дзинь».

### Семья
Женат, воспитывает сына — Ефима Итунина (род. 2020).

## Роли в театре
«Коляда-театр»
- 2006 — «Букет» Н. Коляды — экскурсант
- 2006 — «Землемер» Н. Коляды — Гаишник
- 2006 — «Клаустрофобия» К. Костенко — 	Немой (ввод)
- 2006 — «Старая зайчиха» Н. Колядыы — заец, негр
- 2007 — «Гамлет» У. Шекспира — Второй могильщик, Гильденстерн
- 2007 — «Женитьба» Н. Гоголя — Стариков, гостинодворец
- 2007 — «Курица» Н. Коляды — Василий
- 2008 — «Безымянная звезда» М. Себастьяна — Удря, Крестьянин
- 2008 — «Король Лир» У. Шекспира — Король Французский
- 2009 — «Вишнёвый сад» А. Чехова — Епиходов Семён Пантелеевич, конторщик
- 2009 — «Трамвай „Желание“» Т. Уильямса — Пабло, Митч
- 2010 — «Всеобъемлюще» Н. Коляды — молодой артист
- 2010 — «Наташина мечта» Я. Пулинович — парень в спортивном костюме[24]
- 2010 — «Ревизор» Н. Гоголя — Земля-Ника (ввод)
- 2010 — «Фронтовичка» А. Батуриной — Алёша Груздев, Безногий танцор
- 2011 — «Борис Годунов» А. Пушкина	— Гаврила Пушкин
- 2012 — «Девушка моей мечты» Н. Коляды — Сосед (бас-гитара)
- 2012 — «Маскарад» М. Лермонтова — Второй игрок
- 2012 — «Слуга двух господ» К. Гольдони — Бамбино 2
- 2013 — «Концлагеристы» В. Шергина — Демон
- 2013 — «Мёртвые души» Н. Гоголя — Первый мужик, Второй заседатель
- 2014 — «Ба» Ю. Тупикиной — Тихон
- 2014 — «Группа ликования» Н. Коляды — Дед Мороз, милиционер
- 2014 — «Скрипка, бубен и утюг» Н. Коляды — Ансамбль «Сексуальный шоколад»
- 2015 — «Дом у дороги» Е. Бронниковой и С. Вяткина — Мишка Карабан, Иван
- 2015 — «Кошка на раскалённой крыше» Т. Уильямса — Священник Тукер
- 2015 — «Ричард III» У. Шекспира — Лорд Стенли
- 2016 — «Старосветская любовь» Н. Коляды на темы повести Н. Гоголя «Старосветские помещики» — Гость, он же Гоголь
- 2016 — «Фальшивый купон» Е. Бронниковой и Н. Коляды по мотивам одноимённой повести Л. Толстого — Степан Пелагеюшкин, душегуб
- 2017 — «Двенадцать стульев» И. Ильфа и Е. Петрова — Аукционист, Персицкий
- 2018 — «Между небом и землёй жаворонок вьётся…» Н. Коляды — Илья / Парень
- 2018 — «Научи меня любить» Е. Бронниковой и Р. Дымшакова
- 2019 — «Детство» Н. Коляды по мотивам повести М. Горького  — Отец
- 2019 — «Затмение» Н. Коляды — Пассажир
- 2019 — «Калигула» Н. Коляды — Кассий
- 2020 — «Барбетт одевается» М. Малухиной — Игорь
- 2020 — «Гамлет и еще одна Офелия» Дж. М. Черво — Гамлет
- 2020 — «Край земли русской — конечная» А. Чернятьевой — Митя
- 2020 — «Не включай блондинку!» Н. Коляды — Андрей
- 2021 — «Анна Каренина» Л. Толстого — Князь Щербацкий, отец Кити
- 2021 — «Горе от ума» А. Грибоедова — Чацкий (ввод)
- 2021 — «Зелёный палец» Н. Коляды — Игорь
- 2021 — «Иван Васильевич» В. Шергина по мотивам одноимённой пьесы М. Булгакова — Якин
- 2021 — «Клаустрофобия» К. Костенко — 	Прищепа (ввод)
- 2021 — «Раскольников» Н. Коляды по мотивам романа Ф. Достоевского «Преступление и наказание» — Раскольников (ввод)
- 2022 — «Конёк-Горбунок» Н. Коляды по мотивам сказки П. Ершова — Петинька
- 2022 — «Лекарь поневоле» Ж.-Б. Молера — Лука
- 2022 — «Сорочинская ярмарка» Н. Коляды по мотивам произведений Н. Гоголя — Афанасий Иванович
- 2022 — «Тарас Бульба» Н. Коляды по мотивам одноимённой повести Н. Гоголя — Мосий Шило
- 2022 — «Удивительное путешествие кролика Эдварда» инсценировка С. Баженовой по повести Кейт ДиКамилло — Кролик Эдвард, фарфоровая кукла
- 2023 — «Бесприданница» А. Островского — Василий Данилыч Вожеватов
- 2023 — «ЧэЧэВэ» О. Богаева — Иван
- 2024 — «Вий» Н. Гоголя — Ректор
- 2024 — «Фауст» И. Гёте — Мефистофель

Центр современной драматургии
- 2011 — «Партия» В. Зуева[25]
- 2014 — «Пещерные мамы» Р. Ташимова — Экскурсовод
- 2014 — «Ромул и Рем» Б.-М. Кольтеса — Эдуард, сын Матильды
- 2014 — «СашБаш. Свердловск — Ленинград и назад» Я. Пулинович, П. Бородиной — Друг поэта
- 2015 — «В этом городе жил и работал» по пьесе К. Костенко «Техническая неисправность» — Лопатка
- 2015 — «Герой» П. Казанцева (проект «Драматурги ставят драматургов») — Егор[26]
- 2015 — «Мне моё солнышко больше не светит» А. Забегина и В. Антипова — Андрей
- 2015 — «Эмиль Большая голова» С. Баженовой — Гастон и Астор, сиамские близнецы
- 2016 — «Бы» Д. Соколова — Серый
- 2016 — «Галатея Собакина» И. Васьковской — Аркадий
- 2016 — «Москва — Петушки» С. Баженовой по повести В. Ерофеева — Пассажир
- 2017 — «Мизантроп» А. Житковского — Павел Разумов[27]
- 2019 — «Горница» Г. Грекова — Базар, друг Алексея
- 2019 — «Лучший из них» Ю. Дунского и В. Фрида[28]

Театр «Место»
- 2018 — «Лысая певица» Э. Ионеско[29]

Камерный театр
- 2019 — «Гробовщик» М. Батурина, С. Гуровой по мотивам одноимённой повести А. Пушкина
- 2023 — «Б. Рыжий» по стихам Б. Рыжего — главная роль[30]

Театральная платформа «В Центре» (Ельцин-центр)
- 2021 — «Неважно себя чувствую» В. Антипова, А. Забегина по мотивам произведений и дневниковых записей Д. Хармса и его окружения — Герой нашего времени

Совместный проект Объединенного музея писателей Урала и Творческого пространства «Автор+»
- 2022 — «Помнить» (моноспектакль) В. Зуева — Владимир, советский солдат[31]

## Фильмография
- 2008 — Спасите наши души — рядовой Егупкин
- 2014 — Ангелы революции — эпизод (нет в титрах)
- 2016 — Соседи (короткометражный)
- 2017 — Кроткая — попутчик
- 2017 — Куда ушло время? (новелла «Дышать») — Назар
- 2018 — Война Анны — печник
- 2018 — Донбасс — парень в белой рубахе
- 2018 — Млечная дорога (короткометражный)
- 2020 — 2023 — Территория — Калина

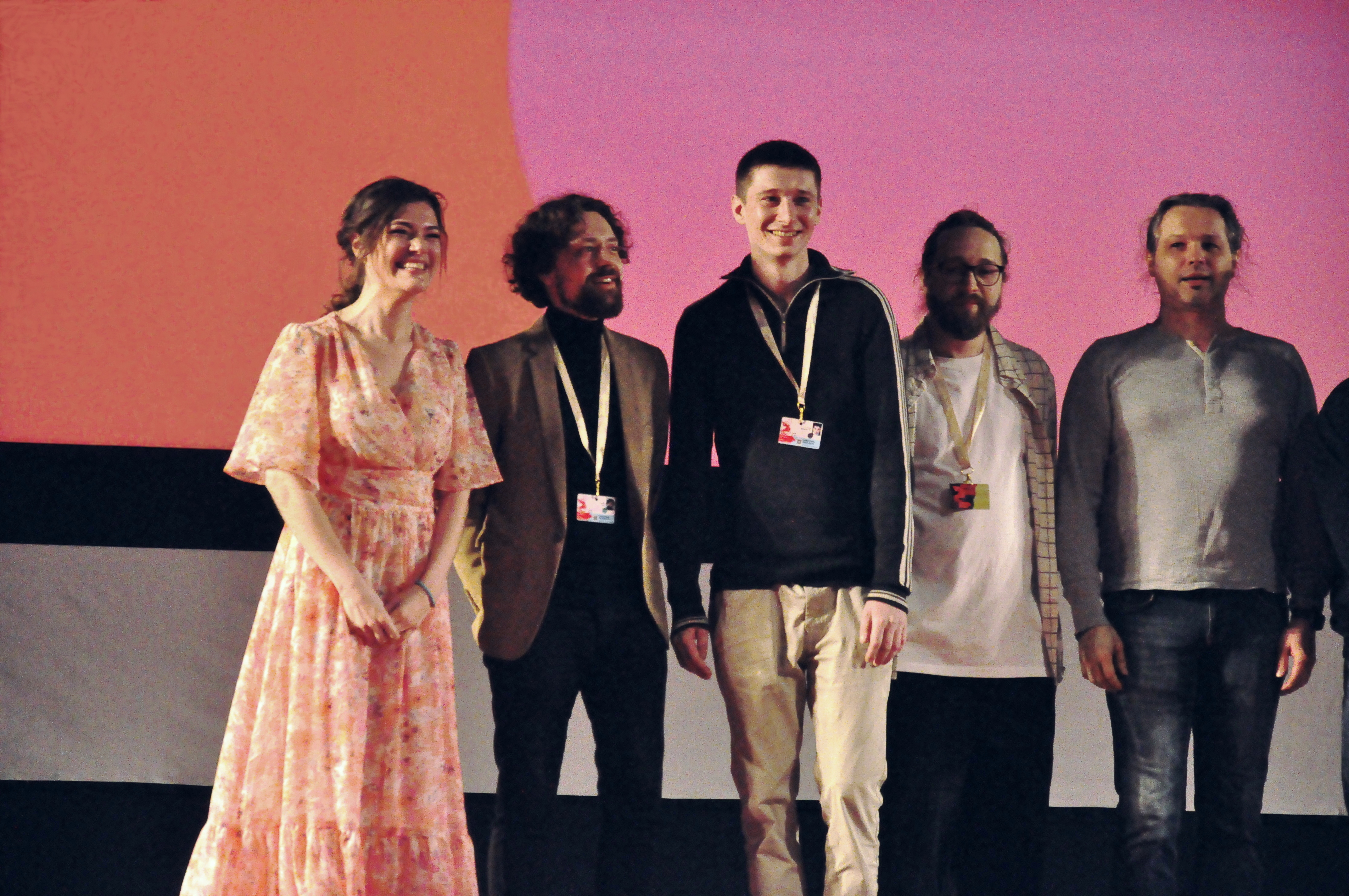
С участниками киногруппы
на 43-м ММК (2021) на премьере
«Последней „Милой Болгарии“»

- 2021 — Второе солнце — Эльдар, юродивый
- 2021 — Межсезонье — помощник Виктора
- 2021 — Обитель — эпизод
- 2021 — Последняя «Милая Болгария» — Семён Курочкин
- 2023 — Библиотекарь — Саша Сухарев
- 2023 — Новый Берлин — Первый чтец
- 2023 — Рыжий — Гутя, друг поэта
- 2023 — Сломя голову — Строганинов
- 2025 — Ваня (в производстве)

## Награды
- 2018 — «Лучший дуэт в драматическом театре» на конкурсе-фестивале «Браво!» — 2017 — Сергей Колесов и Константин Итунин за роли Петра Ивановича Вяземского и Павла Разумова в спектакле «Мизантроп» (А. Житковского) в Центре современной драматургии[32][33];
- 2021 — «Лучший актёр» на XV театральном фестивале «Камерата» — за главную роль в спектакле «Раскольников» «Коляда-театра»[34]
- 2022 — «Лучшая мужская роль» на IV Международном фестивале камерных и моноспектаклей «Он.Она.Они» — за спектакль «Помнить»[31];
- 2023 — премия губернатора Свердловской области в области литературы и искусства за 2022 год — за моноспектакль «Помнить» в пространствах Объединенного музея писателей Урала[35][36][37][38];
- 2023 — «Лучшая мужская роль» на V Открытом театральном фестивале моноспектаклей и дуэтов «СВОЙ» — за моноспектакль «Помнить»[39];
- 2024 — «Лучшая мужская роль в драматическом театре» на конкурсе «Браво!» — 2023 — за главную роль в спектакле «Б. Рыжий» в Камерном театре Музея писателей Урала[40]
- 2025 — «Лучшая мужская роль второго плана в драматическом театре» на конкурсе «Браво!» — 2024 — за роль Ректора в спектакле «Вий» «Коляда-театра»[41].

## Отзывы критиков
«Фальшивый купон» — Степан Пелагеюшкин, душегуб

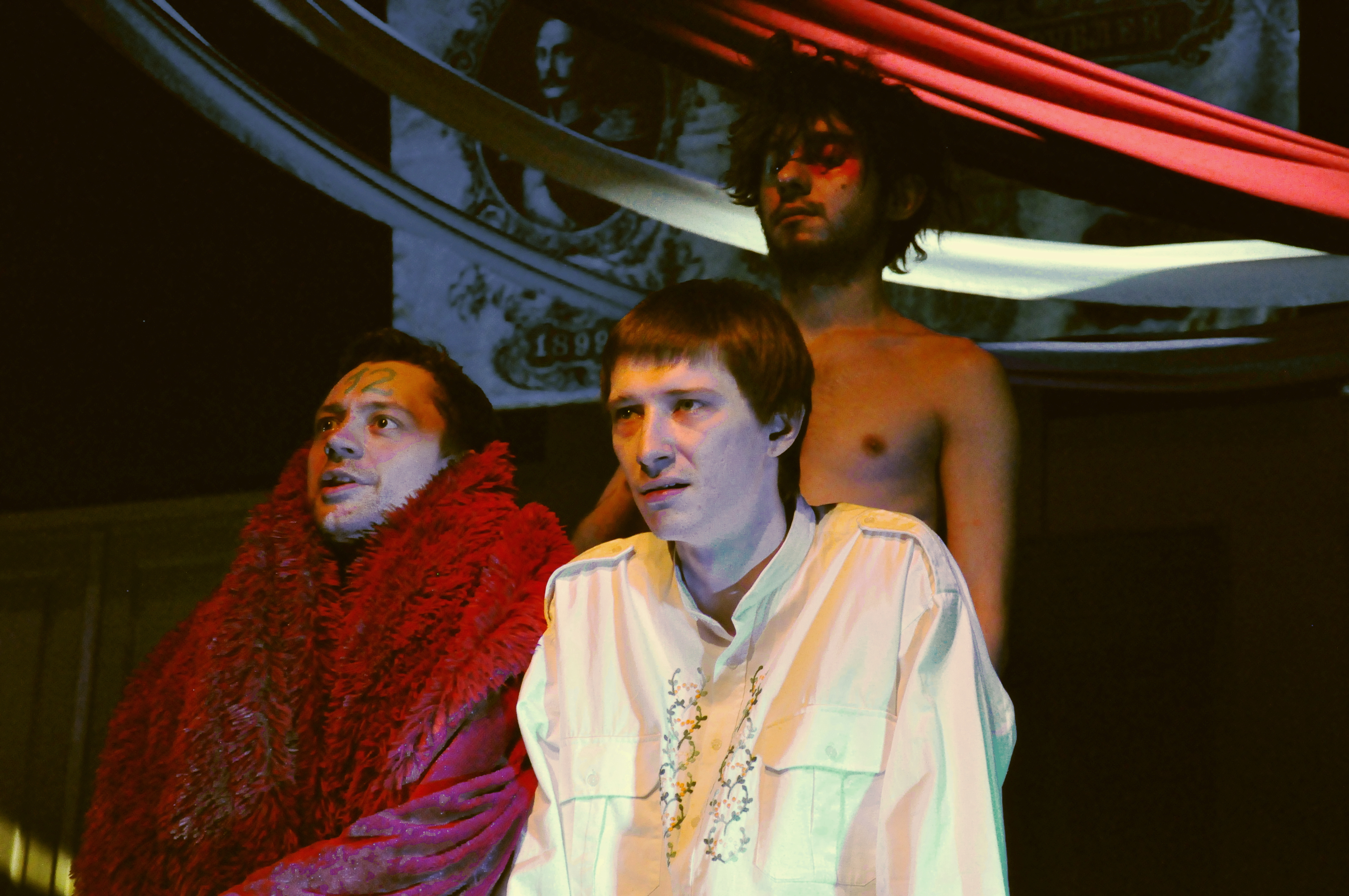
Сцена из спектакля «Фальшивый купон»
январь 2017, Москва

Роль Итунина по мнению Павла Руднева стала актёрской жемчужиной спектакля.

Высокий, сухощавый, бритый мальчишка с каждым убийством матереет и словно стекленеет. Азартный преступник с мутным взором, неподвижным лицом (только рот работает) — чем больше всматривается в адскую жизнь, тем больше видит в ней демонов, его искушающих.
Метаморфозы лица Пелагаюшкина прекрасны: словно тупая резиновая маска медленно становится эластичной человеческой кожей. На шуршащих полотнищах тихо-тихо удавливается уже не душегубец, а человек.
— Павел Руднев, «Петербургский театральный журнал» № 4 2016
«Трагическую мощь героя, приговорённого к душегубству самим античным роком» отметил театральный критик Нияз Игламов, увидевший спектакль на XXIV Пушкинском театральном фестивале в Пскове. 

Итунин заряжает этот спектакль своей энергией, своей изнуряющей болью. Он потеснил в спектакле Коляды первенца труппы Олега Ягодина. Он напитывает сценическое пространство напряжением, его горячечный, полуотсутствующий взгляд втягивает в себя, как в воронку. Его лихорадочная, путаная, с неожиданными паузами тихая речь заставляет напряжённо вслушиваться в слова. Степан у Итунина далеко не тёмный душегуб/садист, не матёрый преступник. Но, скорее, мученик, скиталец.
— Вера Сенькина, «Петербургский театральный журнал», 2016
«Помнить» — Владимир, советский солдат

Поначалу кажется, что это героическая сага противостояния русского солдата удушающим обстоятельствам войны, плена. Но чем дальше развивается монолог, тем яснее: перед нами не обычный воин, а очарованный странник, одиночка, солдат, в душе которого, быть может, в данный момент, рождается художник.
— Павел Руднев
Обозреватель портала «Культура Екатеринбурга» о нескончаемом речитативе пленного на грани смерти, пережившего два года войны и теперь прячущегося от обхода охранников немецкого концентрационного лагеря:

… зритель погружается в созданную Константином Итуниным атмосферу и боится даже дышать — вдруг фрицы услышат.
— Екатерина Юркова, «Культура Екатеринбурга»
Об энергии попадания в зрителя произносимых Итуниным слов пишет обозреватель «Петербургского театрального журнала»:

Они теперь, как пули, летят в тебя очередью, когда ты можешь не разобрать каждое отдельно, но чувствуешь совсем по-живому весь их впивающийся в сердце поток.
— Галина Брандт, профессор Екатеринбургского гуманитарного университета